# Florence Montgomery
Florence Harriet Montgomery, född den 17 januari 1843 i London, död där den 8 oktober 1923, var en engelsk författarinna.
Florence Montgomery väckte uppseende med sin skildring ur barnens liv, Misunderstood (1869; svensk översättning "Missförstådd", 1876, "Misskänd", 1904). Även andra av hennes romaner, som Thwarted (1873; "Ovälkommen", 1883) och The blue veil (1883; "Flickan med blå floret", 1884), mottogs med bifall.